# Karen Livingston-Bliss
Karen Livingston-Bliss (Lewisburg, Pennsilvània, 19 de desembre de 1963) va ser una ciclista estatunidenca. Va combinar la carretera amb el ciclisme en pista.

## Palmarès en pista
- 1986
  -  Campiona dels Estats Units en puntuació
- 1987
  -  Campiona dels Estats Units en puntuació
- 1989
  -  Campiona dels Estats Units en puntuació
- 1991
  -  Campiona dels Estats Units en puntuació

## Palmarès en ruta
- 1990
  -  Campiona dels Estats Units en critèrium
  - Vencedora d'una etapa al Tour de Texas
- 1991
  - 1a al Gran Premi Okinawa
  - 1a al Tour of Somerville
  - Vencedora d'una etapa al Tour de Toona
- 1992
  - 1a al Tour de Toona i vencedora d'una etapa
- 1994
  -  Campiona dels Estats Units en critèrium
  - Vencedora de 2 etapes al Tour de Toona
- 1995
  - Vencedora d'una etapa al Redlands Bicycle Classic
- 1996
  - Vencedora d'una etapa a la Women's Challenge
  - Vencedora de 2 etapes al Tour de Toona
- 1997
  -  Campiona dels Estats Units en critèrium
  - 1a al Tour of Somerville
  - Vencedora de 2 etapes a la Women's Challenge
  - Vencedora de 2 etapes al Tour de Toona
- 1998
  - 1a als Campionats Panamericans en ruta
  - 1a al Tour of Somerville
  - Vencedora de 2 etapes al Fitchburg Longsjo Classic
  - Vencedora d'una etapa al Tour de Snowy